# Mont Bess
Le mont Bess est un sommet des Rocheuses canadiennes situé sur la frontière entre l'Alberta et la Colombie-Britannique.
Il a été nommé en 1910 par John Norman Collie, d'après Bessie Gunn, qui accompagnait l'expédition.